# John W. Davis
John William Davis (Clarksburg, 13 aprile 1873 – Charleston, 24 marzo 1955) è stato un politico statunitense, membro del Partito Democratico, Avvocato generale degli Stati Uniti dꞌAmerica dal 1913 al 1918 e ambasciatore nel Regno Unito dal 1918 al 1921.
È stato il candidato del suo partito alle elezioni presidenziali del 1924 ma fu sconfitto da Calvin Coolidge.